# Dall'oggi al domani
Dall'oggi al domani è un film del 1996 diretto da Jean-Marie Straub e Danièle Huillet tratto dall'atto unico di Arnold Schönberg.

## Trama
Una coppia di coniugi ritorna a casa dopo una serata con gli amici; il rapporto fra i due si è però incrinato. Servirà tutta la notte per ripristinarlo.